# 王将 (曲)
「王将」（おうしょう）は、1961年11月にリリースされた村田英雄によるシングル曲である。村田英雄最大のヒット曲であり、当時売り上げが150万枚を超えたなど、爆発的な人気となった。

## 制作
作詞は西條八十、作曲は船村徹による。大阪を拠点に活躍した将棋棋士、坂田三吉をモデルとした歌詞である。
元々は1961年9月に発売された歌謡浪曲のLPの挿入歌として発表された曲である。同年11月にシングルカットされ、当時から関西ではヒットしていた。
当時、なかなかヒットに恵まれていなかった村田のため、日本コロムビアのディレクターだった斎藤昇が村田と共に作詞家西條八十邸を訪れたことから始まる。当時、西條は美空ひばりの曲を書いていたため、「男の歌は作れない」と断られたのだが、村田が粘り強く西條邸に通い詰めた結果、ようやく詞を書いてもらえることになり、「吹けば飛ぶよな将棋の駒に」という文言が作詞された。始めの文言が完成した20日後には、全ての詞が完成した。
作曲は同社の専属だった船村徹に依頼された。船村は完成したばかりの詞を持って、故郷栃木県に帰り、思案を重ね、メロディーが完成した。船村は「詞の一部を変えた際、自然にあのメロディーが出てきた」と証言している。王将といえば、あの特徴的な前奏であるが、この前奏は、船村が「王将」レコーディング前に友人と行った宇都宮競輪場で、最後の一周を告げる鐘を聞いた時に閃き、これだなと思った船村は、イントロに『打鐘（ジャン）』の音を付け加えたそうである。

## ヒット
全国的に大ヒットの火がついたのは、村田がこの曲で1961年の第12回NHK紅白歌合戦（村田にとってこれがNHK紅白歌合戦初出場）に出場したことによる。さらに、村田はこの曲を1962年の第13回NHK紅白歌合戦、1969年の第20回NHK紅白歌合戦、1989年の第40回NHK紅白歌合戦を含め、計4回にわたりNHK紅白歌合戦で歌唱した。ちなみに村田本人は紅白歌合戦では3番の歌詞の『何が何でも勝たねばならぬ』の一節を好んでいたこともあり、また『絶対に白組が勝つ』という心意気を込めて1番と3番を本番の舞台で歌ったという。
村田はこの曲で1962年の第4回日本レコード大賞特別賞を受賞した。 
レコード売り上げ枚数は1961年11月のシングルカットから半年で30万枚を突破。最終的には300万枚を超え、これは戦後初のミリオンセラーともいわれている。
1983年に第一勧業銀行が東京都内在住のサラリーマンを対象に調査した「あなたの忘れられない心の歌は……?」というアンケートにおいて、本楽曲が1位を獲得した。
この曲のヒットにより、作詞者の西條八十、作曲者の船村徹、歌手の村田英雄は日本将棋連盟からアマチュア初段を授与された。同名の戯曲原作者の北條秀司には、アマチュア四段を与えられた。
船村徹は、2009年に、日本将棋連盟から第16回大山康晴賞特別賞を受賞した。

## 使用
この曲は翌1962年に公開された同名の映画『王将』（主演:三國連太郎）の主題歌として使われた。1963年の続編映画『続・王将』（主演:三國連太郎）でも主題歌として使われている。さらに1973年の勝新太郎主演の映画『王将 (1973年の映画)』でも、主題歌として使われている。
「太平洋ひとりぼっち」で有名な冒険家堀江謙一も、単独横断中の太平洋上で寂しさを紛らすために「王将」を歌ったという。
1. 王将
  - 作詞:西條八十／作曲:船村徹
2. 小春月夜
  - 作詞:西條八十／作曲:船村徹

## カバー
王将
- 藤圭子 - 1979年8月5日放送　テレビ東京『演歌の花道』で披露。
- 天童よしみ - 2011年9月21日発売のアルバム『名曲 日本のこころ 歌心5』収録。
- 氷川きよし - 2012年6月13日のアルバム『氷川きよし・演歌名曲コレクション16〜櫻〜』収録
- 三山ひろし - 2015年5月13日発売のカバーアルバム『歌い継ぐ!昭和の流行歌 Ⅵ』収録。
- 西方裕之 - 2016年8月17日発売のアルバム『船村徹の世界を唄う』収録。
- 福田こうへい - 2017年8月23日発売のアルバム『魂(こころ) 昭和の歌人たちを追いかけて…』収録。同年の『第68回NHK紅白歌合戦』でも披露。
- 島津亜矢 - 2020年2月5日発売のアルバム『船村徹を唄う』収録。